# Theodore Sturgeon Award
De Theodore Sturgeon Award is een literatuurprijs die sinds 1987 jaarlijks wordt uitgereikt door de Theodore Sturgeon Literary Trust en het Center for the Study of Science Fiction van de University of Kansas. Deze gaat naar de auteur wiens korte sciencefictionverhaal wordt verkozen tot beste van het voorgaande kalenderjaar. Alleen verhalen die zijn verschenen in het Engels komen in aanmerking. De prijs is de tegenhanger (voor korte fictie) van de John W. Campbell Memorial Award, die de University of Kansas tot en met 2019 uitreikte aan auteurs van sciencefictionboeken (lange fictie).
De Theodore Sturgeon Award is vernoemd naar fantasy-, sciencefiction- en horrorauteur Theodore Sturgeon. Hij werd in het leven geroepen door diens vrouw Jayne Sturgeon en James Gunn, destijds de directeur van het Center for the Study of Science Fiction. De winnaars werden van 1987 tot en met 1994 verkozen door een panel deskundigen onder leiding van schrijver Orson Scott Card. Dit werd in 1995 vervangen door een jury die bestaat uit sciencefictionauteurs. Zij stemmen op een aantal door lezers, recensenten, redacteurs en uitgevers genomineerde titels. De samenstelling van de jury is in de loop der jaren verschillende keren (gedeeltelijk) veranderd. De uitreiking vindt elk jaar plaats in juni, op de University of Kansas. De namen van de winnaars worden sinds 1987 ieder jaar op de Theodore Sturgeon Award gegraveerd. Sinds 2004 krijgt iedere winnaar ook een eigen trofee om mee te nemen.

## Winnaars
- 2023 	Rabbit Test - Samantha Mills
- 2022 	Broad Dutty Water: A Sunken Story - Nalo Hopkinson
- 2021 	An Important Failure - Rebecca Campbell
- 2020 	Waterlines - Suzanne Palmer
- 2019 	When Robot and Crow Saved East St. Louis - Annalee Newitz
- 2018 	Don't Press Charges and I Won't Sue - Charlie Jane Anders
- 2017 	The Future is Blue - Catherynne M. Valente
- 2016 	The Game of Smash and Recovery - Kelly Link
- 2015 	The Man Who Sold the Moon - Cory Doctorow
- 2014 	In Joy, Knowing the Abyss Behind - Sarah Pinsker
- 2013 	The Grinnell Method - Molly Gloss
- 2012 	The Choice - Paul J. McAuley
- 2011 	The Sultan of the Clouds - Geoffrey A. Landis
- 2010 	Shambling Towards Hiroshima - James K. Morrow
- 2009 	The Ray-Gun: A Love Story - James Alan Gardner
- 2008 	Finisterra - David Moles (ex aequo met)
- 2008 	Tideline - Elizabeth Bear
- 2007 	The Cartesian Theater - Robert Charles Wilson
- 2006 	The Calorie Man - Paolo Bacigalupi
- 2005 	Sergeant Chip - Bradley Denton
- 2004 	The Empress of Mars - Kage Baker
- 2003 	Over Yonder - Lucius Shepard
- 2002 	The Chief Designer - Andy Duncan
- 2001 	Tendeléo's Story - Ian McDonald
- 2000 	The Wedding Album - David Marusek
- 1999 	Story of Your Life - Ted Chiang
- 1998 	House of Dreams - Michael F. Flynn
- 1997 	The Flowers of Aulit Prison" - Nancy Kress
- 1996 	Jigoku no Mokushiroku (The Symbolic Revelation of the Apocalypse) - John G. McDaid
- 1995 	Forgiveness Day - Ursula K. Le Guin
- 1994 	Fox Magic - Kij Johnson
- 1993 	This Year's Class Picture" - Dan Simmons
- 1992 	Buffalo - John Kessel
- 1991 	Bears Discover Fire - Terry Bisson
- 1990 	The Edge of the World - Michael Swanwick
- 1989 	Schrödinger's Kitten - George Alec Effinger
- 1988 	Rachel in Love - Pat Murphy
- 1987 	Surviving - Judith Moffett